# خط عرض 49° شمال
خط عرض 49° شمال هي إحدى دوائر العرض الجغرافية، وهي دوائر وهمية تحيط بالكرة الأرضية، وموازية لخط الاستواء، وتتميز هذه الدائرة بأن الأراضي الواقعة عليها تنتمي للمنطقة المعتدلة الباردة.

## حول العالم
بدءًا من خط الطول الرئيسي واتجاهًا شرقًا، يمر خط العرض الموازي 49 درجة شمالًا عبر:
| الإحداثيات                           | البلد أو الإقليم أو البحر | ملاحظات |
| ------------------------------------ | ------------------------- | --- |
| 49°0′N 0°0′E / 49.000°N 0.000°E      | فرنسا                     | باس نورماندي نورماندي العليا إيل دو فرانس - crossing a runway of مطار باريس شارل ديغول أوت دو فرانس غراند إيست |
| 49°0′N 8°4′E / 49.000°N 8.067°E      | ألمانيا                   | راينلند بالاتينات بادن-فورتمبيرغ (مرورا عبر كارلسروه city centre) بافاريا |
| 49°0′N 13°24′E / 49.000°N 13.400°E   | جمهورية التشيك            | |
| 49°0′N 15°0′E / 49.000°N 15.000°E    | النمسا                    | لحوالي 4.8 كـم (3 ميل) |
| 49°0′N 15°4′E / 49.000°N 15.067°E    | جمهورية التشيك            | لحوالي 5 كـم (3 ميل) |
| 49°0′N 15°8′E / 49.000°N 15.133°E    | النمسا                    | لحوالي 120 m |
| 49°0′N 15°8′E / 49.000°N 15.133°E    | جمهورية التشيك            | |
| 49°0′N 17°57′E / 49.000°N 17.950°E   | سلوفاكيا                  | إقليم بريشوف (مرورا عبر بريشوف city centre) |
| 49°0′N 22°32′E / 49.000°N 22.533°E   | أوكرانيا                  | زاكارباتيا أوبلاست لفيف أوبلاست إيفانو فرانكيفسك أوبلاست — مرورا عبر بوليخيف وكولوميا تيرنوبل أوبلاست — مرورا بجنوب تشورتكيف خملنيتسكي أوبلاست فينيتسا أوبلاست — مرورا بجنوب جميرينكا تشيركاسي أوبلاست — مرورا عبر Shpola كيروفوهراد أوبلاست بولتافا أوبلاست — passing just through كريمنشوك وهوريشني بلافني دنيبروبتروفسك أوبلاست خاركيف أوبلاست أوبلاست دونيتسك — passing just through ليمان لوهانسك أوبلاست — مرورا عبر روبيجني |
| 49°0′N 39°42′E / 49.000°N 39.700°E   | روسيا                     | روستوف أوبلاست فولغوغراد أوبلاست |
| 49°0′N 46°55′E / 49.000°N 46.917°E   | كازاخستان                 | |
| 49°0′N 86°44′E / 49.000°N 86.733°E   | جمهورية الصين الشعبية     | سنجان |
| 49°0′N 87°55′E / 49.000°N 87.917°E   | منغوليا                   | |
| 49°0′N 116°8′E / 49.000°N 116.133°E  | جمهورية الصين الشعبية     | منغوليا الداخلية هيلونغجيانغ |
| 49°0′N 130°0′E / 49.000°N 130.000°E  | روسيا                     | أوبلاست أمور الأوبلاست اليهودية الذاتية خاباروفسك كراي |
| 49°0′N 140°21′E / 49.000°N 140.350°E | مضيق تارتاري              | |
| 49°0′N 142°1′E / 49.000°N 142.017°E  | روسيا                     | جزيرة سخالين |
| 49°0′N 142°57′E / 49.000°N 142.950°E | بحر أوخوتسك               | Gulf of Patience |
| 49°0′N 144°26′E / 49.000°N 144.433°E | روسيا                     | جزيرة سخالين |
| 49°0′N 144°27′E / 49.000°N 144.450°E | بحر أوخوتسك               | Passing between the جزر Kharimkotan وجزيرة إيكارما in روسيا's جزر الكوريل chain |
| 49°0′N 154°22′E / 49.000°N 154.367°E | المحيط الهادئ             | |
| 49°0′N 125°41′W / 49.000°N 125.683°W | كندا                      | كولومبيا البريطانية - جزيرة فانكوفر، Thetis Island وGaliano Island |
| 49°0′N 123°34′W / 49.000°N 123.567°W | مضيق جورجيا               | |
| 49°0′N 123°5′W / 49.000°N 123.083°W  | الولايات المتحدة          | واشنطن (ولاية) (Point Roberts) |
| 49°0′N 123°2′W / 49.000°N 123.033°W  | Boundary Bay              | Semiahmoo Bay |
| 49°0′N 122°45′W / 49.000°N 122.750°W | الولايات المتحدة          | واشنطن (ولاية) |
| 49°0′N 121°56′W / 49.000°N 121.933°W | كندا                      | كولومبيا البريطانية |
| 49°0′N 121°25′W / 49.000°N 121.417°W | الولايات المتحدة          | واشنطن (ولاية) |
| 49°0′N 120°11′W / 49.000°N 120.183°W | كندا                      | كولومبيا البريطانية |
| 49°0′N 119°49′W / 49.000°N 119.817°W | الولايات المتحدة          | واشنطن (ولاية) |
| 49°0′N 117°18′W / 49.000°N 117.300°W | كندا                      | كولومبيا البريطانية |
| 49°0′N 116°28′W / 49.000°N 116.467°W | الولايات المتحدة          | أيداهو، مونتانا |
| 49°0′N 115°21′W / 49.000°N 115.350°W | كندا                      | كولومبيا البريطانية |
| 49°0′N 114°57′W / 49.000°N 114.950°W | الولايات المتحدة          | مونتانا |
| 49°0′N 114°12′W / 49.000°N 114.200°W | كندا                      | كولومبيا البريطانية، ألبرتا، ساسكاتشوان |
| 49°0′N 109°41′W / 49.000°N 109.683°W | الولايات المتحدة          | مونتانا |
| 49°0′N 109°12′W / 49.000°N 109.200°W | كندا                      | ساسكاتشوان |
| 49°0′N 107°22′W / 49.000°N 107.367°W | الولايات المتحدة          | مونتانا |
| 49°0′N 106°55′W / 49.000°N 106.917°W | كندا                      | ساسكاتشوان، مانيتوبا |
| 49°0′N 98°58′W / 49.000°N 98.967°W   | الولايات المتحدة          | داكوتا الشمالية، مينيسوتا |
| 49°0′N 96°13′W / 49.000°N 96.217°W   | كندا                      | مانيتوبا |
| 49°0′N 95°17′W / 49.000°N 95.283°W   | بحيرة الغابات             | مرورا بجنوب Big Island وBigsby Island، أونتاريو, كندا |
| 49°0′N 94°25′W / 49.000°N 94.417°W   | كندا                      | أونتاريو كيبك |
| 49°0′N 68°38′W / 49.000°N 68.633°W   | نهر سانت لورانس           | |
| 49°0′N 66°58′W / 49.000°N 66.967°W   | كندا                      | كيبك - غاسبيزيا |
| 49°0′N 64°24′W / 49.000°N 64.400°W   | خليج سانت لورنس           | مرورا بجنوب جزيرة أنتيكوستي، كيبك, كندا |
| 49°0′N 58°31′W / 49.000°N 58.517°W   | كندا                      | نيوفاوندلاند واللابرادور - جزيرة نيوفاوندلاند (جزيرة) |
| 49°0′N 53°44′W / 49.000°N 53.733°W   | المحيط الأطلسي            | |
| 49°0′N 5°38′W / 49.000°N 5.633°W     | بحر المانش                | Gulf of Saint-Malo - مرورا بجنوب the جزيرة جيرزي |
| 49°0′N 1°33′W / 49.000°N 1.550°W     | فرنسا                     | باس نورماندي |

## معرض صور

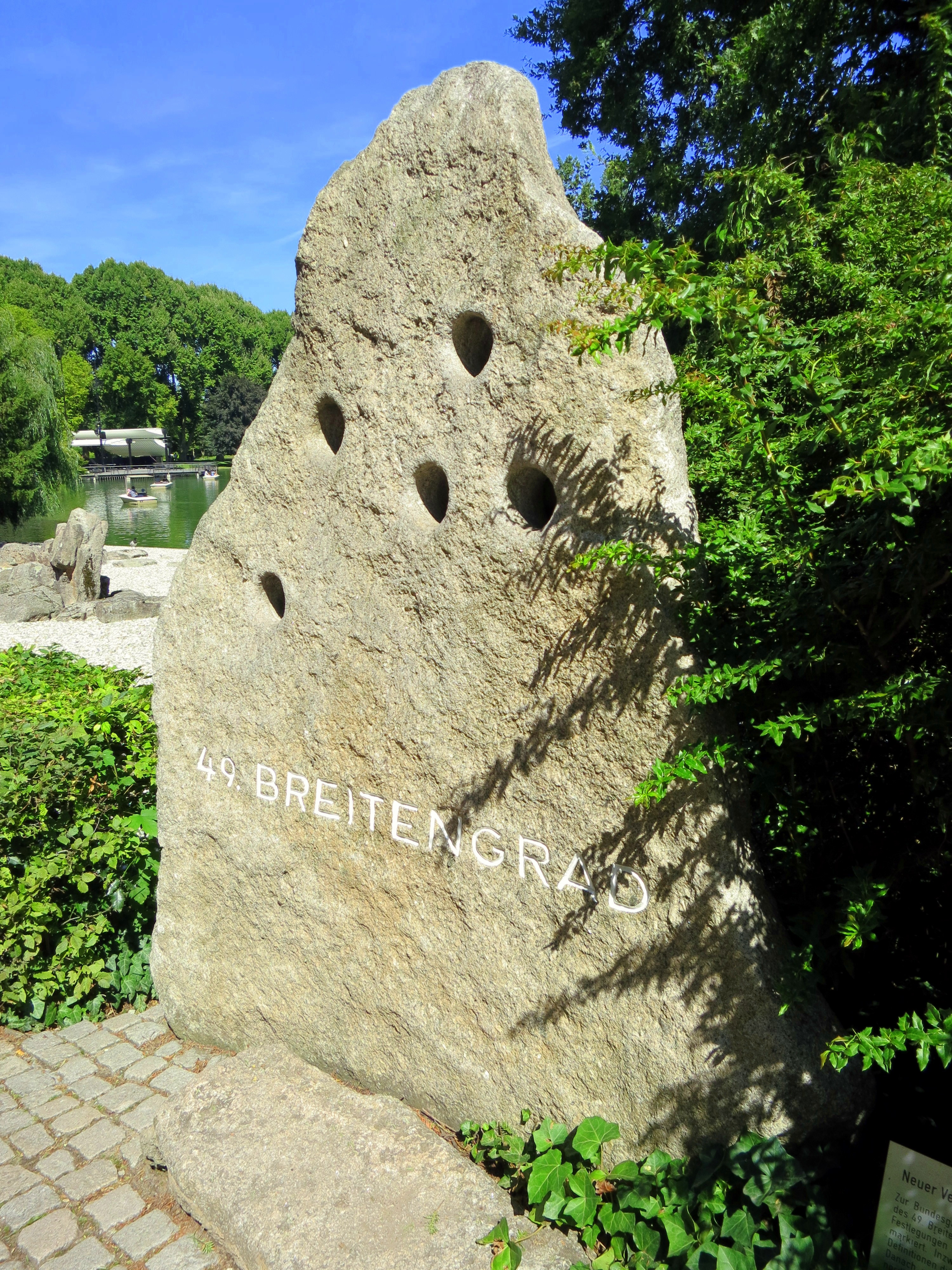
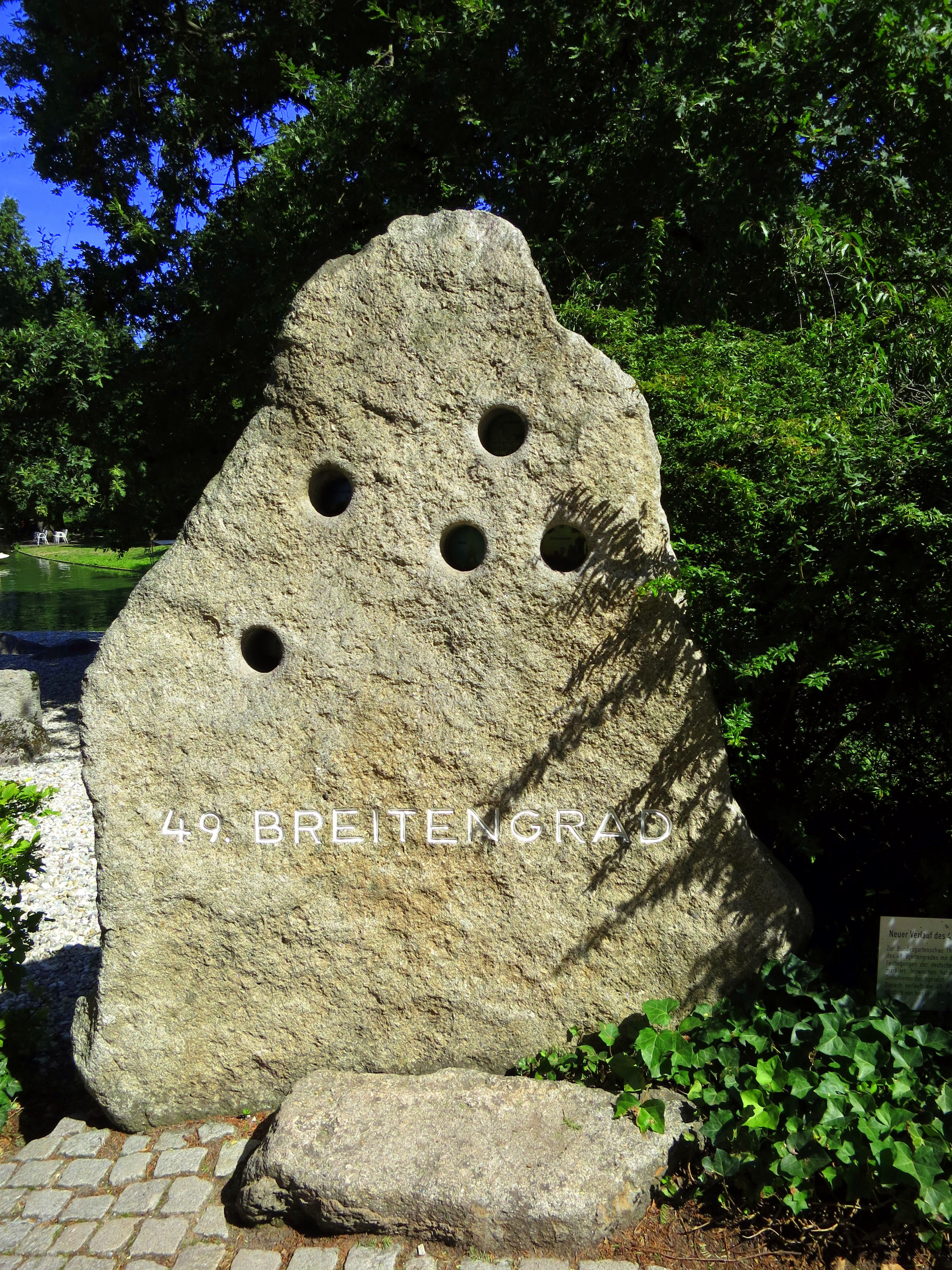
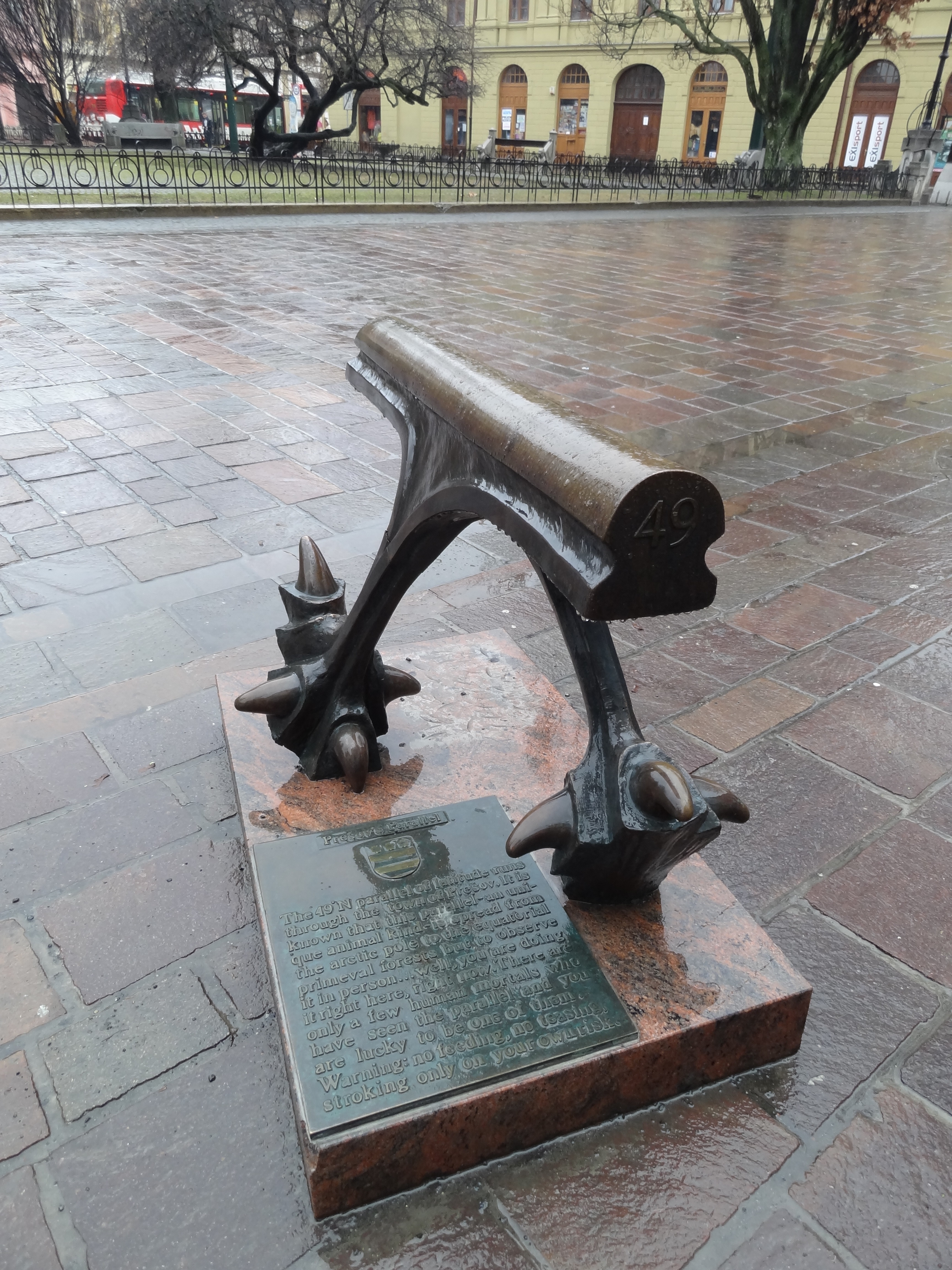